# Dascyllus melanurus
Dascyllus melanurus és una espècie de peix de la família dels pomacèntrids i de l'ordre dels perciformes.

## Morfologia
Els mascles poden assolir 8 cm de longitud total.

## Distribució geogràfica
Es troba des de Sumatra fins a Vanuatu, les Illes Ryukyu, Nova Caledònia i Tonga.